# Rust (Computerspiel)
Rust ist ein Survival-Computerspiel aus dem Jahr 2013 für Microsoft Windows, MacOS und Linux. Das Spiel wurde von den Facepunch Studios entwickelt und kann nur im Mehrspieler-Modus gespielt werden. Erstmals wurde das Spiel im Dezember 2013 im Early-Access-Programm von Steam veröffentlicht und erschien im Februar 2018 als vollwertiges Spiel. Eine Portierung für PlayStation 4 und Xbox One wurde am 21. Mai 2021 veröffentlicht.

## Spielprinzip
Der Spieler spawnt in einer offenen Spielwelt, auf einer Insel mit unterschiedlichen Biomen, anfänglich nackt und nur ausgerüstet mit einer Fackel und einem Stein. Die Fackel dient als Lichtquelle in dunklen Spielarealen und natürlich in der Nacht. Der Stein ist das erste Werkzeug zum Abbau von Ressourcen wie Holz, Stein, Metall- und Schwefelerzen. Vom Beginn an muss der Spieler versuchen möglichst lange zu überleben, indem er Rohstoffe abbaut, Gegenstände wie Werkzeuge, handwerkliche Gegenstände, Kleidung, Medizin und Waffen und dazugehörige Komponenten zusammenbaut und Bauten (zum Beispiel als Schutz, Fallenbau oder Behausung) errichtet. Dabei muss der Spieler sich auch gegen feindliche Tiere (Player versus Environment) und Spieler (Player versus Player) zur Wehr setzen und seine Grundbedürfnisse wie Essen, Trinken, Strahlenschutz und eine angemessene Körpertemperatur und Gesundheit befriedigen, die auf einer Bedürfnisleiste angezeigt werden. Dafür kann der Spieler zum Beispiel Tiere jagen oder Pflanzen, Gemüse und Früchte abbauen, einpflanzen und weiterverarbeiten oder auch mit anderen Spielern darum kämpfen oder Handel betreiben.
Der Spieler kann sich außerdem in Clans mit 6–12 anderen Spielern zusammenschließen. Bei einem Tod durch Grubben, spawnt der Spieler an einen zufälligen Ort auf der Spielwelt neu und verliert die Gegenstände aus seinem Inventar. Der Spieler hat außerdem die Möglichkeit, in selbst platzierten Schlafsäcken zu spawnen (zum Beispiel in der eigenen Base). Airdrops von einem Flugzeug, Frachthubschrauber oder Frachtschiffe sollen die Spieler dazu bewegen ins Gefecht zu treten, um besondere Gegenstände zu erhalten.

## Entwicklung und Veröffentlichung

### Konzeption und Idee
Das Spiel war ursprünglich als ein Klon der populären Mod DayZ des Computerspiels Arma 2 geplant. Im Gegensatz zu dieser Standardversion sollten aber auch Crafting-Konzepte hinzugefügt werden. Eigentlich sollten daher Zombies die Haupt-Computergegner der Spieler werden, wurden aber später durch ein Update Anfang Februar 2014 durch Bären und Wölfe ersetzt. Das Spiel ist als ein Steamtitel für die Computer-Betriebssysteme Microsoft Windows, MacOS und Linux konzipiert worden.

### Entwicklung
Das Spiel wird von den Facepunch Studios entwickelt und vermarktet. Der zuständige Designer ist dabei Garry Newman, der bereits zuvor das Spiel Garry’s Mod entwickelt hatte. Als Spiel-Engine wurde dabei die Unity Engine verwendet. Bei der Entwicklung trägt die Community zu den Entscheidungen bei. In einem Entwicklerblog geben die Entwickler die zukünftigen Änderungen des Spiels bekannt. Im Juni 2014 wurde der Code teilweise neu geschrieben, um das Spiel zu verbessern und die Spieler hatten die Wahl, ob sie die alte oder die experimentelle Version spielen wollten, die später die Standardversion wurde. Dadurch wurde das Spiel auf Unity 5 aktualisiert. Im Oktober 2014 wurde der Modus Standard. Seit Anfang 2017 unterstützt das Spiel die Vulkan-API und soll damit die CPU-Performance verbessern.

### Updates und Gameplay-Änderungen
Das Spiel wird häufig durch neue Gegenstände und Waffen sowie Performance-Verbesserungen erweitert.
Um dem Verwenden von Cheats entgegenzuwirken, werden Nutzer, die diese verwenden, gebannt. Die spezielle Software der Entwickler – Cheatpunch – sollte diese besser ausfindig machen und entlarven und wurde später durch „EasyAnticheat“ ersetzt. Mitte Juli 2015 wurden erstmals weibliche Charaktere in der Testphase des Spiels hinzugefügt, die aber ebenso wie die Hautfarbe nicht frei wählbar sind und zufällig vergeben werden. Mitte April 2016 wurde bekannt, dass das Geschlecht nun abhängig von der Steam-ID vergeben wird. Nach dieser Einführung stieg die Verkaufszahl um 74 % an und auch die Server wurden aktiver besucht. Newman gab an, dass er nicht wie die meisten Entwickler heutzutage so viel Zeit mit dem Charakter-Editor verschwenden will und die Idee der Zufälligkeit von Dingen zum Gesamtkonzept gehört. Einigen Spielern gefielen diese Änderungen aber nicht, da sie sich bevormundet fühlten. Eigentlich waren für das Spiel Fahrzeuge im postapokalyptischen Stil, wie in den Mad-Max-Filmen geplant, wurden aber nie richtig umgesetzt. Durch den Peacekeeper-Mode sind die Geschütztürme im Spiel intelligenter gemacht worden, haben aber hohe Anschaffungskosten.

### Verkaufszahlen und Spielerzahlen
Obwohl Garry Newman davon abriet, das Spiel im frühen Entwicklungsstadium der Alpha-Version zu kaufen, hatte sich das Spiel Mitte Januar 2014 bereits 200.000-mal verkauft. Bereits nach einem Monat wurde der Titel eine halbe Million Mal verkauft und hatte damit 55 Prozent der Einnahmen des ebenfalls von Garry Newman entwickelten Spiels Garrys Mod eingenommen, was etwa zwölf Millionen Dollar zu dem Zeitpunkt entsprach. Weniger als einen Monat später wurde das Spiel über eine Million Mal verkauft.
Ende Dezember 2015 wurde das Spiel über drei Millionen Mal verkauft und hatte zu Spitzenzeiten um die 29.000 Spieler auf den Servern. Das Spiel gehört zu den Top 15 der meistgespielten Spiele auf Steam. Allerdings machen auch einige Käufer Gebrauch von dem Steam-Rückgabemodus. Nach Newman waren dies ca. 330.000 Nutzer und führten zu einem Geldverlust von ca. 4,3 Millionen US-Dollar.
Bis Januar 2022 wurden über 12 Millionen Exemplare des Spiels verkauft.

### Veröffentlichung
Erstmals wurde das Spiel im Dezember 2013 in dem Early-Access-Programm von Steam veröffentlicht, erschien im Februar 2018 als vollwertiges Spiel und hatte eine Preiserhöhung von 19,99 auf 34,99 Dollar zur Folge.
Eine USK/PEGI-Einstufung erfolgte erst im April 2020 und nur für die später erschienenen Konsolen-Versionen. Das Spiel wurde für Käufer ab 16 Jahren freigegeben. Im Mai 2021 erschien Rust für PlayStation 4, PlayStation 5, Xbox Series X und Xbox One, die Entwicklung der Konsolen-Version übernahm das Studio Double Eleven.

## Rezeption
Die Alpha-Version erhielt aufgrund der unterschiedlichen Performance und Fehleranfälligkeit einzelner Rechnersysteme, der Halbfertigkeit und der ständigen Entwicklung unterschiedliche Kritiken. Gelobt wurden dort vor allem das Spielkonzept und Gamedesign, zum Beispiel wegen der vielen halbverfallenen Ruinen der größenwahnsinnigen Baulust anderer Spieler in der Welt zu begegnen und des detaillierteren Crafting-Systems.
Häufig verglichen wird das Spiel mit anderen Survial- und Sandboxtiteln wie Minecraft, Starbound, Terraria, The Forest, H1Z1, 7 Days to Die, Ark: Survival Evolved und DayZ. Aufgrund der Spielmechanik, wie dem vielen Arbeiten mit Steinen und der Jäger-und-Sammler-Thematik wird das Spiel auch mit dem Neolithikum in der Steinzeit, anarchischen Zuständen oder dem Leben auf einer Insel fernab der Zivilisation verglichen. Die ständige Gefahr, von Spielern angegriffen zu werden, führe zudem zu einem besonderen Nervenkitzel und Vorsicht. Allerdings kann das Spiel auch für Frust und Wut sorgen und erfordert viel Frusttoleranz, Misstrauen und Achtsamkeit gegenüber anderen Spielern und Einarbeitung.
Auf Metacritic erhielt das Spiel einen Metascore von 70 von 100.

## Datenverlust durch Großbrand
Am 10. März 2021 wurden in Straßburg bei einem Großbrand Teile des größten Rechenzentrums in Europa, das von dem Internetdienstleister OVH betrieben wird, zerstört. Dabei wurden in großem Umfang Kundendaten, für die es kein Backup gab, unwiederbringlich vernichtet. Betroffen war auch Facepunch, das alle 25 in der EU befindlichen Server für Rust komplett verlor. Zwar wurden die Server inzwischen weitgehend ersetzt, jedoch konnten viele Spieler-Daten nicht mehr wiederhergestellt werden.

## Trivia
- Durch ein Update im März 2015 ist im Spiel die Hautfarbe nicht mehr frei wählbar und wird zufällig vergeben. Newman argumentiert damit, dass man dies auch nicht bei der Geburt selbst entscheiden kann und will damit Rassismus entgegenwirken.[57][58][59][60]
- Die Penislänge der Spieler basiert auf der Steam-ID. Wie genau dies funktioniert, ist allerdings unklar – Newman bestätige aber die These. Diese Erkenntnis haben einige Nutzer auf der Seite Reddit bekannt gegeben.[61][62]